# یانات‌لی (گوله)
یانات‌لی (به ترکی استانبولی: Yanatlı، به ارمنی: Վարգինիս) یک منطقهٔ مسکونی در ترکیه است که در گوله (شهر) واقع شده‌است.